# Ozzie of the Mounted
Ozzie of the Mounted är en amerikansk animerad kortfilm från 1928 med Kalle Kanin i huvudrollen.

## Handling
Kalle Kanin jobbar polis och beger sig ut i en snöstorm för att fånga in Petter. Under jaktens gång råkar Petter väcka sovande björn som börjar jaga honom, ända in i arresten.

## Om filmen
Filmen finns nästan bevarad i helhet. Under flera års tid var den helt förlorad fram till 2005 då en nästan komplett kopia på 16 mm hittades i nederländskt filmarkiv. Det är också denna kopia som givits ut på DVD.